# George Ellis (atleta)
George Ellis   (South Shields, 7 de setembre de 1932 - 17 de gener de 2023) és un atleta anglès, ja retirat, especialista en curses de velocitat, que va competir durant la dècada de 1950.
En el seu palmarès destaquen tres medalles al Campionat d'Europa d'atletisme de 1954, una de plata en els 4x100 metres, formant equip amb Kenneth Box, Kenneth Jones i Brian Shenton; i dues de bronze, en els 100 i 200 metres. Aquell mateix any disputà els Jocs de l'Imperi Britànic que es van disputar a Vancouver. Guanyà el campionat britànic de l'AAA de les 100 iardes el 1954 i en les 220 iardes el 1955.

## Millors marques
- 100 iardes. 9,8" (1954)
- 100 metres. 10.7" (1954)
- 200 metres. 21.2" (1954)
- 220 iardes. 21.5" (1954)[4][5]